# Gianakis Suárez
Gianakis Suárez Tanwing (Trinidad, 26 de septiembre de 1991) es un futbolista boliviano. Juega como centrocampista.

## Selección nacional
Ha jugado en la Selección Boliviana sub-20 en el campeonato Sudamericano de dicha categoría el 2011 celebrado en Perú.

## Clubes
| Club                   | País    | Año         |
| ---------------------- | ------- | ----------- |
| Jorge Wilstermann      | Bolivia | 2009 - 2015 |
| San José               | Bolivia | 2015        |
| Aurora                 | Bolivia | 2016        |
| Royal Pari F. C.       | Bolivia | 2016        |
| Blooming               | Bolivia | 2017        |
| Quebracho              | Bolivia | 2017        |
| Real Potosí            | Bolivia | 2018        |
| San José               | Bolivia | 2019        |
| Universitario de Sucre | Bolivia | 2019        |
| Jorge Wilstermann      | Bolivia | 2020        |
| Mojocoya               | Bolivia | 2021        |
| Universitario de Sucre | Bolivia | 2021        |
| Fancesa de Sucre       | Bolivia | 2023        |

## Palmarés

### Títulos nacionales
| Título           | Club              | País    | Año           |
| ---------------- | ----------------- | ------- | ------------- |
| Primera División | Jorge Wilstermann | Bolivia | Apertura 2010 |